# Ștefan Sameș
Ștefan Sameș, né le 14 octobre 1951 à Dobroești en Roumanie et décédé le 17 juillet 2011 à Bucarest en Roumanie, des suites d'un cancer, était un joueur et entraîneur de football roumain, qui évoluait au poste de défenseur. 
Il compte 46 sélections et 3 buts en équipe nationale entre 1973 et 1982. 

## Biographie

### Carrière de joueur
Avec le club du Steaua Bucarest, il remporte deux championnats de Roumanie et deux Coupes de Roumanie.
Avec cette même équipe, il joue 4 matchs en Coupe d'Europe des clubs champions.
Il dispute un total de 388 matchs en première division roumaine, inscrivant 21 buts dans ce championnat.

### Carrière internationale
Ștefan Sameș compte 49 sélections et 3 buts avec l'équipe de Roumanie entre 1973 et 1982. 
Il est convoqué pour la première fois par le sélectionneur national Valentin Stănescu pour un match amical contre l'URSS le 18 avril 1973 (défaite 2-0). Par la suite, le 4 décembre 1974, il inscrit son premier but en sélection contre l'Israël, lors d'un match amical (victoire 1-0). Il reçoit sa dernière sélection le 17 novembre 1982 contre l'Allemagne de l'Est.
Il joue 11 matchs comptant pour les tours préliminaires de la coupe du monde, lors des éditions 1974, 1978 et 1982.
Entre 1979 et 1980, il porte à six reprises le brassard de capitaine de la sélection nationale roumaine.

## Palmarès

### Joueur
- Avec le Steaua Bucarest :
  - Champion de Roumanie en 1976 et 1978
  - Vainqueur de la Coupe de Roumanie en 1976 et 1979

- Avec l'équipe de Roumanie
  - Vainqueur de la Coupe des Balkans des nations en 1980

### Distinctions personnelles
- Élu footballeur roumain de l'année en 1979